# Georges Corraface
Georges Corraface, né le 7 décembre 1952 dans le 16e arrondissement de Paris, dans une famille d'origine grecque, est un acteur français.

## Biographie
Fils de l’illustre musicien (violoniste et chef d'orchestre symphonique et d’opéra) Dimítris Chorafás (en grec moderne : Δημήτρη Χωραφάς), issu de la branche de la famille napolitaine des Carafa installée en Céphalonie, le jeune Georges accompagne son père dans ses tournées à travers toute l’Europe et développe son goût de la musique et du spectacle, ainsi qu’un don pour les langues étrangères. Il se découvre également un talent pour l’imitation des accents.
Après plusieurs années sur la scène théâtrale française, notamment au sein de la compagnie de Peter Brook, il entame une carrière internationale au cinéma et à la télévision.
Au cinéma, il s’est produit, entre autres, dans les films To Tama, Los Angeles 2013, La pasión turca, Vive la mariée... et la libération du Kurdistan, Impromptu, Christophe Colomb, Un Ciel Épicé (Politiki Kouzina) et Le Mahâbhârata. À la télévision, parmi ses plus célèbres prestations on peut citer La Bicyclette bleue, L'Été rouge, Cités à la dérive et Les Aventures du jeune Indiana Jones. Sa formation pluriculturelle lui permet de jouer en français, en grec et en anglais (il est trilingue), mais également en espagnol, allemand et italien, dans des rôles très variés. Salué par la critique et le public, il est particulièrement populaire en France, en Grèce et en Espagne et obtient de nombreuses récompenses dans des festivals internationaux.
En Grèce, c'est Quatuor en Quatre Mouvements de Lucia Rikaki et Peppermint de Kostas Kapakas qui lui ont valu la notoriété ; il a obtenu le prix d'interprétation du festival de Thessalonique pour le film d'Andréas Pantzis, Le Sacrifice du coq, récompensé dans de nombreux festivals de cinéma, et le prix du meilleur acteur grec de l'année 2001 pour To Tama (Le Vœu d'Evagoras) du même réalisateur. Enfin, il obtint un succès populaire en 2003 dans le film Un Ciel Épicé de Tassos Boulmétis, qui a dépassé le record absolu du box office grec.
Après une longue absence de la scène théâtrale, il retourne sur les planches avec Pan d'après la pièce originale de J. M. Barrie, Peter Pan ou l'Enfant qui ne voulait pas grandir, dans le rôle du Capitaine Crochet, mis en scène par Irina Brook au Théâtre de Paris.
En 2013, il écrit, met en scène, et joue à Paris Brûle ta maison, à partir de plusieurs œuvres de Nikos Kazantzakis, et il participe à The Other Side of Greece, une série de concerts à Paris, Bruxelles, et Athènes, aux côtés de Filippos Pliatsikas (en). Aux Hellenic Film Academy Awards de 2013, il reçoit le Nova Award for International Achievement. Il fut le président du Festival international du film de Thessalonique de 2005-2010.
Actuellement, il poursuit sa carrière d’acteur tout en développant des projets de documentaires et de fiction en tant que producteur, scénariste et réalisateur.
Il est le père de Zoé Corraface, comédienne et chanteuse, et d'Ilya Chorafas, réalisateur/chef monteur, qu'il a eu avec sa femme, Rosalie Wallock, dramaturge et co-scénariste.

## Filmographie

### Cinéma
- 1983 : SAS à San Salvador de Raoul Coutard : Luis
- 1989 : La Révolution française de Robert Enrico et Richard Heffron : Jacques-René Hébert : Hébert
- 1989 : Le Mahabharata de Peter Brook : Duryodhana
- 1990 : Impromptu de James Lapine : Félicien Mallefille
- 1990 : Jamais sans ma fille (Not Without My Daughter) de Brian Gilbert : Mohsen
- 1991 : Ma fille m'appartient (Meine Töchter Gehört Mir) de Viviane Naffe : Nikos
- 1992 : Christophe Colomb : La Découverte (Christopher Columbus : The Discovery) de John Glen : Christophe Colomb
- 1993 : Le Sacrifice du coq (I sfagi tou kokora) d'Andréas Pantzis : Evagoras
- 1994 : La pasión turca de Vicente Aranda : Yuman
- 1994 : Quatuor en quatre mouvements (Kouarteto se 4 kiniseis) de Lucia Rikaki : Antonis
- 1995 : Mor, vida meva de Mar Taragona : Jota Sansvolonté
- 1995 : Minotaur de Jonathan Tamuz : Nicos
- 1996 : Los Angeles 2013 (Escape from L.A.) de John Carpenter : Cuervo Jones
- 1997 : Vive la mariée... et la libération du Kurdistan de Hiner Saleem : Cheto
- 1998 : La Préférence de Grégoire Delacourt : Max
- 1998 : C'est la tangente que je préfère de Charlotte Silvera : Jiri
- 1999 : Peppermint de Kostas Kapakas : Stefanos
- 2000 : Stand-by de Roch Stéphanik : le client dans le parking
- 2000 : Km.0 de Juan Luis Iborra et Yolanda Garcia Serrano : Gerardo
- 2001 : Le Vœu d'Evagoras (To Tama) d'Andréas Pantzis : Evagoras
- 2001 : Les Filles, personne s'en méfie de Charlotte Silvera : le pompier
- 2001 : Reflejos de Miguel Ángel Vivas : Jaime
- 2003 : Un ciel épicé (A Touch of Spice) “Πολίτικη Κουζίνα” de Tassos Boulmetis : Fanis Iakovidis
- 2004 : Camille des Lilas et les voleurs d'enfants de Jean-Louis Milesi : Alain
- 2005 : La Chorale de Chariton (I Horodia Tou Hariton) de Grigoris Karandinakis : Chariton
- 2007 : Le Bal des actrices de Maiwenn : le réalisateur de Jeanne Balibar
- 2008 : Sans frontières (Without Borders) de Nick Gaitatji : Plato
- 2008 : L'Ultimo Pulcinella de Maurizio Scaparro : commandant Richard
- 2008 : The Prankster de Tony Vidal : Nick Karas
- 2009 : Liaisons culinaires (Epikindynes mageirikes) de Vassilis Tselemengos
- 2010 : La Signature (I ypografi) de Stelios Haralambopoulos : Angelos Mavilis
- 2012 : Papadopoulos & Sons de Marcus Marcou : Spiros Papadopoulos
- 2012 : L'Harmonie familiale de Camille de Casabianca : Jean
- 2013 : Joy and Sorrow of the body (I hara kai i thlipsi tou somatos) d'Andreas Pantzis : Milen
- 2014 : Ursus de Otar Shamatava : Jean-Pierre Jannaud
- 2014 : The First Line de John et Coerte Voorhees : Michel
- 2015 : Lolo de Julie Delpy : Sakis
- 2015 : Soleil grec (Xa mou) de Clio Fanouraki : Johnny
- 2017 : Nostromo : le rêve impossible de David Lean (El Sueño Imposible de David Lean) de Pedro González Bermúdez (documentaire) : lui-même
- 2019 : Adults in the Room de Costa-Gavras : l'ambassadeur de Grèce en France
- 2020 : Les Fantômes de la Révolution (Fantasmata tis Epanastasis) de Thanos Anastopoulos
- 2021 : Super-héros malgré lui de Philippe Lacheau : Alain Belmont dit le Clown
- 2023 : Alibi.com 2 de Philippe Lacheau : Thierry
- 2023 : À la belle étoile de Sébastien Tulard : Charles Bauchon
- 2024 : Le Dernier Souffle de Costa-Gavras : Stefan
- 2025 : Haut les mains de Julie Manoukian : MDR

### Télévision
- 1979 : Salut champion de Serge Friedman : Nikos
- 1980 : La Vie des autres, La Crêtoise de Jean-Pierre Desagnat : Kostis
- 1981 : Le Bunker (The Bunker) (téléfilm) de George Shaeffer : un garde SS
- 1982 : Les Poneys sauvages (téléfilm) de Robert Mazoyer :
- 1984 : Cités à la dérive de Robert Manthoulis : Manos Simonidis
- 1988 : Série noire : La Louve de José Giovanni : le Gitan
- 1988 : Les Orages de la guerre (War and Remembrance) de Dan Curtis : Pascal Gaffori
- 1990 : Le Mahabharata (mini-série) de Peter Brook : Duryodhana
- 1991 : Attachez vos ceintures (Fly By Night) de Bruno Gantillon : Alvarez
- 1991 : Palace Guard de George d'Amato :
- 1992 : Inspecteur Morse (Inspector Morse) de Gregg Collin : Claudio Battisti
- 1992 : La Baie des fugitifs (Runaway Bay) de Jerry Mill : Mr. Morley
- 1992 : Navarro de Patrick Jamain : Gutenberg
- 1992 : Le Secret du petit Milliard (téléfilm) de Pierre Tchernia : John
- 1992 : Les Aventures du jeune Indiana Jones (The Young Indiana Jones Chronicles) de Mike Newell : Giacomo Puccini
- 1993 : Screen One, épisode Bambino Mio (Mon enfant) de Edward Bennett : Jean-Paul
- 1993 : Le Château des Oliviers (mini-série) de Nicolas Gessner : Raphaël Fauconnier
- 1993 : Highlander, épisode Saving Grace de Ray Austin : Carlos Seandaro
- 1993 : Le Rouge et le Noir (Scarlet and Black) de Ben Bolt : Comte Altamira
- 1994 : Fantasmes (Red shoes Diaries), épisode The Psychiatrist de David Womark : l'homme
- 1995 : Aventures dans le Grand Nord, épisode Les Légendes du Grand Nord de René Manzor : Charles Bel-Air
- 1996 : Troubles (Strangers), épisode Cinéma vérité d'Eleanore Lindo : Daniel Burabbe
- 1996 : Barrage sur l'Orénoque (téléfilm) de Juan Luis Buñuel : Pablo
- 1996 : Une patronne de charme (téléfilm) de Bernard Uzan : Kevin
- 1998 : Alger-Beyrouth. Pour mémoire (téléfilm) de Merzak Allouache : Rachid
- 1998 : Only Love (téléfilm) de John Ermin : Nino Rinaldi
- 1998 : Tramontane (mini-série) de Henri Helman : Stéphane
- 1999 : Toutes les femmes sont des déesses (téléfilm) de Marion Sarraut : Thomas
- 1999 : Une femme d'honneur, épisode Bébés volés de Gilles Béhat : Hervé
- 2000 : L'Institutrice (téléfilm) de Henri Helman : Pierre Rolland
- 2000 : Les Déracinés (téléfilm) de Jacques Renard : Frank Seban
- 2000 : La Bicyclette bleue (mini-série) de Thierry Binisti : François Tavernier
- 2000 : Julie Lescaut, épisode 5 saison 9, L'ex de Julie de Pascal Dallet : Boissier
- 2001 : L'Emmerdeuse (téléfilm) de Michaël Perrotta : Alex
- 2002 : Écoute, Nicolas... (téléfilm) de Roger Kahane : Marcello
- 2002 : L'Été rouge (mini-série) de Gérard Marx : Thomas Croze
- 2003-2007 : Alex Santana, négociateur : commandant Alex Santana
- 2008 : Disparitions, retour aux sources de Bruno Gantillon : Raphaël Sormand
- 2009 : Les Amants de l'ombre (téléfilm) de Philippe Niang : Ange Venturi
- 2009 : Les Associés (téléfilm) d'Alain Berliner : Gérald
- 2011 : Enquêtes réservées, épisode Cœur de cible de Laurent Carcélès : Ludovic Geoffroy
- 2012 : Section de recherches, épisode Compte à rebours d'Eric Le Roux : François Vignac
- 2014 : La Malédiction de Julia (téléfilm) de Bruno Garcia : François
- 2014 : La Permission (téléfilm) de Philippe Niang : capitaine Beaulieu
- 2014 : Meurtres au paradis, épisode Damned If You Do de David O'Neill : Henri Garon 2015 : 3x3 the Immersive Fiction (mini-série) de Damien Javelle : l'homme X
- 2018 : Clem d'Emmanuelle Rey Magnan et Pascal Fontanille : Antonio
- 2018 : Commissaire Magellan, saison 10, épisode 3 Mise en bière de Grégory Ecale : Claude Malberg

## Théâtre
- Hello là-bas de William Saroyan, mise en scène Marcelle Tassencourt, Théâtre Montansier
- La Rose et le Fer, écrit et mise en scène par Patrick Schmitt, Conciergerie
- Play It Again, Sam de Woody Allen, mise en scène Bob Hranichny, Galerie 55 à Paris (en anglais).
- Le Bleu du ciel de Georges Bataille, mise en scène Serge Martin, Théâtre Malakoff à Rennes
- L'Éveil du printemps de Frank Wedekind, mise en scène Pierre Romain, Festival de Grasse
- Le Marchand de Venise de William Shakespeare, mise en scène Marcelle Tassencourt, Théâtre Édouard-VII et tournée
- La Mégère apprivoisée de William Shakespeare, mise en scène Gérard Le Breton, Festival de Shakespeare
- A Memphis, il y a un homme d'une force prodigieuse de Jean Audureau, mise en scène Henri Ronse, Théâtre de l'Odéon
- Dialogue avec Leuco de Cesare Pavese, mise en scène Antoine Bourseiller, Petit Odéon
- Beaucoup de bruit pour rien et Béatrice et Bénédict de William Shakespeare avec l'Opéra de Berlioz, mise en scène  Jean-Louis Thamin, Festival de Berlioz à Lyon
- Phèdre, mise en scène Antoine Vitez, Conservatoire National d'Art Dramatique
- Antoine et Cléopâtre de William Shakespeare, mise en scène Michael Cacoyannis, Festival d'Athènes, avec Irène Papas
- Noces de Sang de Federico García Lorca, mise en scène Telmo Herrera, Théâtre du Lucernaire
- Sur le Fil (deuxième version) de Fernando Arrabal, mise en scène Jorge Lavelli, Tournée Tréteaux de France
- Sur le Fil (première mondiale) de Fernando Arrabal, mise en scène Pierre Constant, Festival d'Avignon
- 1974 : Les Justes d'Albert Camus, mise en scène Marcelle Tassencourt, Théâtre Montansier
- 1975 : Dialogues avec Leuco de Cesare Pavese, mise en scène Antoine Bourseiller, Comédie-Française au Théâtre national de l'Odéon
- 1985 : Mahâbhârata, mise en scène Peter Brook, Festival d'Avignon, Théâtre des Bouffes-du-Nord
- 1990 : La Tempête de William Shakespeare, mise en scène Peter Brook, Théâtre des Bouffes-du-Nord
- 2011 : PAN, mise en scène Irina Brook, Théâtre de Paris
- 2013 : Brûle ta maison, mise en scène Georges Corraface, La Maison de la Poésie

### Producteur
- 2001 : Word of Honor , Producteur associé
- 2005 : Chariton’s Choir , Producteur associé
- 2011:The Signature (I Ypografi) , Producteur associé.
- 2013 : Adespota: Stray Dogs in the Heart of Athens, Producteur.
- 2013 : Xa Mou , Producteur associé.
- 2014 :The First Line , Producteur associé